# Aluplast
Aluplast GmbH er en tysk producent af systemer i aluminium og plastik til brug for fremstilling af vinduer og døre. Virksomheden er familiejet og har hovedkvarter i Karlsruhe.
Manfred Jürgen Seitz grundlagde i december 1982 Aluplast GmbH ved et Management-Buy-out i Ettlingen. Virksomheden ledes i dag af sønnen Dirk Seitz og Patrick Seitz.